# Волкодав. Право на поединок
«Волкода́в. Пра́во на поеди́нок» — второй роман российской писательницы Марии Семёновой из серии романов «Волкодав». Начало написания романа датируется 1 ноября 1995 года, окончание — 22 октября 1996 года. Оригинал книги издан в 1996 году. Роман является продолжением приключений Волкодава, последнего выжившего представителя веннского рода Серых Псов. Продолжается развитие сюжета первого романа «Волкодав».

## Сюжет
Пройдя через Врата, Волкодав и его спутник, аррант Эврих, продолжают путешествовать. В процессе романа раскрывается их первоначальная цель — достичь Острова Спасения и найти там корабль, являющийся средством передвижения Тилорна. Волкодав и Эврих решают пойти в город Кондар и купить место на морском корабле.
По пути в Кондар к ним присоединяются ещё двое спутников — Сигина, которая ищет своих сыновей, и Рейтамира, спасённая Волкодавом и Эврихом от мужа-насильника. Также во время пути Волкодав узнаёт, что непобедимое боевое искусство кан-киро, созданное во имя Любви, якобы попало в плохие руки — где-то объявился наставник, который может обучить этому искусству кого угодно.
Прибыв в Кондар, Волкодав и Эврих задерживаются там по той причине, что с ними Сигина и Рейтамира. Затем, по вине Эвриха, у них крадут кошель со всеми деньгами, приготовленными на покупку места на корабле. Путешественники остаются в Кондаре для того, чтобы заработать эти деньги. Волкодав работает сначала охранником в трактире «Сегванская зубатка», затем телохранителем Вионы — жены ювелира Улойхо, которую Волкодаву в результате приходится спасать от служителей Мораны Смерти.
Накопив достаточно денег, Волкодав и Эврих покупают место на корабле, который направляется на Тин-Вилену — место, где объявился наставник кан-киро. С ними вместе отправляется в путешествие мальчик по имени Йарра, который потерял родителей в чужих краях из-за недоброй воли других людей и теперь хочет вернуться на родину.
Во время плавания корабль попадает в шторм. Течение несёт его к скале, с которой ранее сталкивалось множество кораблей и которая имеет собственное имя — Всадник. Во время приближения к скале Волкодав, Эврих и Йарра оказываются за бортом, но не могут противостоять течению. Корабль с экипажем разбивается, но главные герои по воле судьбы выживают. Переночевав на скале, они обнаруживают недалеко от скалы берег Заоблачного кряжа — горной местности, родины Йарры.
Далее главные герои встречаются с двумя племенами, ведущими между собой войну — шан-итигулами и квар-итигулами. По воле судьбы Волкодаву и Эвриху приходится участвовать в побратимстве с обоими племенами, после чего они делают попытку перемирия этих племён между собой. Этому способствует также разрушение поселений обоих племён и необходимость постройки общей деревни в Долине Звенящих Ручьёв — на месте, которое племена хотели использовать как поле боя.
Далее Волкодав и Эврих направляются в Тин-Вилену. Им уже известно, что наставник кан-киро объявился в крепости Богов-Близнецов. Через некоторое время Волкодав узнаёт, что наставник этот — мать Кендарат, учившая этому искусству ранее Волкодава. Её заманили в крепость обманом, и она стала невольницей. Волкодав решает освободить её от служения в крепости, сойдясь с ней в поединке и победив её, тем самым доказав, что он лучший воин, и что он должен быть наставником в крепости вместо матери Кендарат. Таким образом, Эврих и Волкодав расстаются. А далее судьба Волкодава зависит от исхода поединка с Кендарат.
Сойдясь в поединке, Волкодав одерживает победу над матерью Кендарат и становится наставником воинов Богов-Близнецов в крепости, как он думает, навсегда. Мать Кендарат отпускают. А Эврих, встретившись и поговорив с ней, садится на корабль и продолжает путешествие с целью выполнить обет Тилорну.